# 洪塘 (福州)
洪塘是中国福建省福州市仓山区的一个地名，位于南台岛北部，现为仓山区建新镇镇政府所在地。
洪塘在清末为福州府侯官县的洪塘区，民国时属于闽侯县管辖，中华人民共和国时期设洪塘乡，改属福州市仓山区。历史上，洪塘人文风气很盛，尤其在明朝这里曾经诞生过状元翁正春、兵部尚书和抗倭名将张经、殉国名臣曹学佺等。该地有一街道名“状元里”，即“状元街”，街道就得名于居住在此的明代状元翁正春。洪塘的地名也出现在福州民谣《月光光》中：“月光光，照池塘，骑竹马，过黄塘。黄塘水深不得渡，小妹摊船来接郎。”